# Гуґо Фоґель
Гуґо Фоґель (нім. Hugo Vogel; 15 лютого 1855, Магдебург — 26 вересня 1934, Берлін) — німецький живописець, портретист. 

## Біографія
Гуґо Фоґель народився 15 лютого 1855 року у Магдебурзі. Його батько був купцем. У 1874—1880 роках навчався в Дюссельдорфській академії мистецтв під керівництвом Едуарда фон Гебгардта і Вільгельма Зона. У 1883 році брав участь у виставці Прусської академії мистецтв в Берліні.
Проживав у Берліні, де з 1887 року був професором Прусської академії мистецтв. У 1893 відправився удосконалювати майстерність в Париж під керівництвом Жюля Лефевра. 
Здійснив численні поїздки Іспанією, Північною Африкою, Італією, Бельгією та Нідерландами. 
У 1900 році на Берлінській художній виставці був вшанований Великою золотою медаллю. 
Під час Першої світової війни в 1915—1917 роках як портретист супроводжував головнокомандувача Гінденбурга в його поїздках на фронт. 
Похований в Берліні на Ванзейському цвинтарі. 

## Творчість

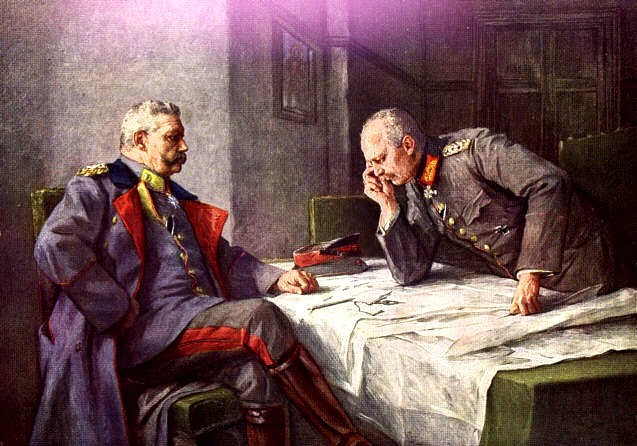
Пауль фон Гінденбург і генерал Еріх Людендорф

Автор історичних і жанрових картин у сттлі новітніх колористів; особливо вдалі його портрети. Створив монументальні фрески, переважно, на історичні теми, що знаходилися в залах магістратів Берліна, Гамбурга і Мерзебурга. 
Найбільш відомі твори: 
- «Тиха робота» (1888),
- «Мати і маля в альтанці» (в Берлінській національній галереї),
- «Промисловість, яка підтримується робочою силою» (в галереї Равенè, в Берліні),
- «Вечірній спокій» (в магдебурзькому музеї),
- «Проповідь Лютера в Вартбурзі» (в гамбурзькому музеї),
- портрет Рудольфа Вірхова,
- портрет бургомістра Дункера (в Берлінській міській ратуші),
- портрет Рудольфа Жене.

## Пам'ять
На честь художника в Магдебурзі, Берліні та Мерзебурзі названі вулиці. 